# Anushirwan Khan
Anushirwan Khan (persa: انوشیروان خان, Anūshīrvān Khān) (+ vers 1356) fou un suposat kan il-kànida que va ocupar el tron de 1344 fins a la seva mort el 1357 sota control del cobànida Malik Ashraf, fill i successor de Hasan-i Kucik. El seu origen és desconegut i algun relat suggereix que era el seu encarregat de vestuario que es deia Nushirvan, i que se li va donar el nom d'Anushirwan pel gran rei sassànida Khosraw I Anushirwan.
Va encunyar moneda fins al 1356. S'ha trobat moneda seva en diversos llocs, inclòs el territori dels sabardàrides (datada entre 1344 i 1356).
Four proclamar per Malik Ashraf quan va acampar a Babul després de derotar a Surgan i Yaghi Basti, declarant que havia de ser anomenat "el Just" o "al-Adil". Malik no va tardar en desfer-se de Yaghi i Surgan (1345). En resposta Hasan Buzurg de Bagdad no va tardar en proclamar kan a Sulayman Khan que s'havia refugiat a la seva cort, però només per uns mesos (1345/1346). El règim de Malik Ashraf i, per tant, d'Anushirwan fou especialment opresiu provocant l'emigracia de molts habitants del seu territori.
A principis del 748 (primavera del 1347) Malik Ashraf va fer una expedició contra Bagdad en poder de Hasan Buzurg el jalayírida. Aquest mateix va dirigir la defensa de la ciutat. Després d'un setge d'uns quants dies, en veure que la victòria era improbable, Malik Ashraf es va retirar cap a Tabriz. L'abril de 1351 es va dirigir contra Esfahan, que va assetjar durant 50 dies; la ciutat, sense esperança d'ajut exterior i al límit de la resistència, va acordar sotmetre's i llegir la khutba en nom d'Anushirwan Adil i pagar vint milions de dinars a Malik (a mes de 100.000 dinars en objectes diversos). Les províncies d'Esfahan, Kirman, Yazd i Fars (Siraz) van acabar reconeixent l'autoritat dels cobànides.
Anushirwan hauria mort vers el 1256 (any de les seves darrers monedes), abans de la invasió de l'Azerbaidjan per l'Horda d'Or. Encara hi auria hagut un efímer successor conegut com a Ghazan II (que només consta a les monedes) però enfonsats els cobànides el 1357 ja no hi a haver més kans titelles, car els jalayírides ja havien abandonat aquesta practica.